# Кубок африканських націй 2013
Кубок африканських націй 2013 — 29-й Кубок африканських націй, який відбувався в ПАР. Спочатку повинен був пройти в Лівії, однак через громадянську війну КАФ ухвалила рішення про перенесення турніру в ПАР; натомість Лівія отримала право на проведення Кубка африканських націй 2017 року.
Переможцем турніру стала збірна Нігерії, яка крім титулу найсильнішої команди Африки отримала право участі в Кубку Конфедерацій 2013 у Бразилії.

## Кваліфікація

### Кваліфіковані команди

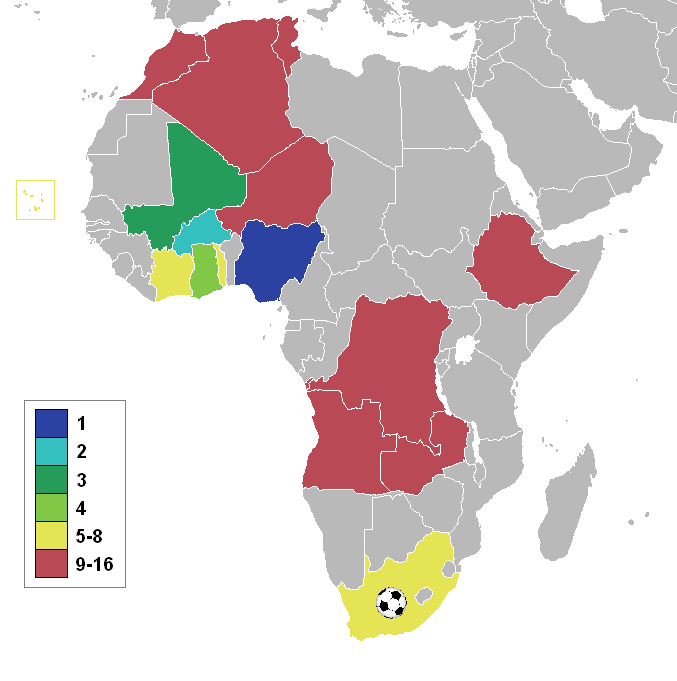
Карта Африки з позначеними країнами, що кваліфікувались.

| Країна       | Кваліфікувалась як                  | Дата кваліфікації | Попередні появи в турнірі†                                                                                            |
| ------------ | ----------------------------------- | ----------------- | --- |
| ПАР          | Господар                            | 28 вересня 2011   | 7 (1996, 1998, 2000, 2002, 2004, 2006, 2008)                                                                          |
| Гана         | Перемога над Малаві                 | 13 жовтня 2012    | 18 (1963, 1965, 1968, 1970, 1978, 1980, 1982, 1984, 1992, 1994, 1996, 1998, 2000, 2002, 2006, 2008, 2010, 2012)       |
| Малі         | Перемога над Ботсваною              | 13 жовтня 2012    | 7 (1972, 1994, 2002, 2004, 2008, 2010, 2012)                                                                          |
| Замбія       | Перемога над Угандою                | 13 жовтня 2012    | 15 (1974, 1978, 1982, 1986, 1990, 1992, 1994, 1996, 1998, 2000, 2002, 2006, 2008, 2010, 2012)                         |
| Нігерія      | Перемога над Ліберією               | 13 жовтня 2012    | 16 (1963, 1976, 1978, 1980, 1982, 1984, 1988, 1990, 1992, 1994, 2000, 2002, 2004, 2006, 2008, 2010)                   |
| Туніс        | Перемога над Сьєрра-Леоне           | 13 жовтня 2012    | 15 (1962, 1963, 1965, 1978, 1982, 1994, 1996, 1998, 2000, 2002, 2004, 2006, 2008, 2010, 2012)                         |
| Кот-д'Івуар  | Перемога над Сенегалом              | 13 жовтня 2012    | 19 (1965, 1968, 1970, 1974, 1980, 1984, 1986, 1988, 1990, 1992, 1994, 1996, 1998, 2000, 2002, 2006, 2008, 2010, 2012) |
| Марокко      | Перемога над Мозамбіком             | 13 жовтня 2012    | 14 (1972, 1976, 1978, 1980, 1986, 1988, 1992, 1998, 2000, 2002, 2004, 2006, 2008, 2012)                               |
| Ефіопія      | Перемога над Суданом                | 14 жовтня 2012    | 9 (1957, 1959, 1962, 1963, 1965, 1968, 1970, 1976, 1982)                                                              |
| Кабо-Верде   | Перемога над Камеруном              | 14 жовтня 2012    | 0 (дебют) |
| Ангола       | Перемога над Зімбабве               | 14 жовтня 2012    | 6 (1996, 1998, 2006, 2008, 2010, 2012)                                                                                |
| Нігер        | Перемога над Гвінеєю                | 14 жовтня 2012    | 1 (2012) |
| Того         | Перемога над Габоном                | 14 жовтня 2012    | 6 (1972, 1984, 1998, 2000, 2002, 2006)                                                                                |
| ДР Конго     | Перемога над Екваторіальною Гвінеєю | 14 жовтня 2012    | 15 (1965, 1968, 1970, 1972, 1974, 1976, 1988, 1992, 1994, 1996, 1998, 2000, 2002, 2004, 2006)                         |
| Буркіна-Фасо | Перемога над ЦАР                    | 14 жовтня 2012    | 8 (1978, 1996, 1998, 2000, 2002, 2004, 2010, 2012)                                                                    |
| Алжир        | Перемога над Лівією                 | 14 жовтня 2012    | 14 (1968, 1980, 1982, 1984, 1986, 1988, 1990, 1992, 1996, 1998, 2000, 2002, 2004, 2010)                               |

† Жирним виділено чемпіона того року

## Стадіони
| Йоганнесбург1                                                                  | Йоганнесбург1                                                                  | Дурбан1                                                                | Дурбан1                                                               | Порт-Елізабет1                                                        | Порт-Елізабет1                                                        |
| ------------------------------------------------------------------------------ | ------------------------------------------------------------------------------ | ---------------------------------------------------------------------- | --------------------------------------------------------------------- | --------------------------------------------------------------------- | --------------------------------------------------------------------- |
| Соккер Сіті2                                                                   | Соккер Сіті2                                                                   | Мозес Мабіда Стедіум                                                   | Мозес Мабіда Стедіум                                                  | Нельсон Мандела Бей Стедіум                                           | Нельсон Мандела Бей Стедіум                                           |
| 26°14′5.27″ пд. ш. 27°58′56.47″ сх. д. / 26.2347972° пд. ш. 27.9823528° сх. д. | 26°14′5.27″ пд. ш. 27°58′56.47″ сх. д. / 26.2347972° пд. ш. 27.9823528° сх. д. | 29°49′46″ пд. ш. 31°01′49″ сх. д. / 29.82944° пд. ш. 31.03028° сх. д.  | 29°49′46″ пд. ш. 31°01′49″ сх. д. / 29.82944° пд. ш. 31.03028° сх. д. | 33°56′16″ пд. ш. 25°35′56″ сх. д. / 33.93778° пд. ш. 25.59889° сх. д. | 33°56′16″ пд. ш. 25°35′56″ сх. д. / 33.93778° пд. ш. 25.59889° сх. д. |
| Місткість: 94,700                                                              | Місткість: 94,700                                                              | Місткість: 54,0003                                                     | Місткість: 54,0003                                                    | Місткість: 48,000                                                     | Місткість: 48,000                                                     |
|                                                                                |                                                                                |                                                                        |                                                                       |                                                                       |                                                                       |
| Мбомбела                                                                       | Мбомбела                                                                       | Мбомбела                                                               | Рустенбург                                                            | Рустенбург                                                            | Рустенбург                                                            |
| 25°27′42″ пд. ш. 30°55′47″ сх. д. / 25.46172° пд. ш. 30.929689° сх. д.         | 25°27′42″ пд. ш. 30°55′47″ сх. д. / 25.46172° пд. ш. 30.929689° сх. д.         | 25°27′42″ пд. ш. 30°55′47″ сх. д. / 25.46172° пд. ш. 30.929689° сх. д. | 25°34′43″ пд. ш. 27°09′39″ сх. д. / 25.5786° пд. ш. 27.1607° сх. д.   | 25°34′43″ пд. ш. 27°09′39″ сх. д. / 25.5786° пд. ш. 27.1607° сх. д.   | 25°34′43″ пд. ш. 27°09′39″ сх. д. / 25.5786° пд. ш. 27.1607° сх. д.   |
| Мбомбела Стедіум                                                               | Мбомбела Стедіум                                                               | Мбомбела Стедіум                                                       | Роял Бафокенг Стедіум                                                 | Роял Бафокенг Стедіум                                                 | Роял Бафокенг Стедіум                                                 |
| Місткість: 41,000                                                              | Місткість: 41,000                                                              | Місткість: 41,000                                                      | Місткість: 42,000                                                     | Місткість: 42,000                                                     | Місткість: 42,000                                                     |
| Файл:Exterior view of Mbombela Stadium.JPG                                     | Файл:Exterior view of Mbombela Stadium.JPG                                     | Файл:Exterior view of Mbombela Stadium.JPG                             | Файл:Bafokeng.jpg                                                     | Файл:Bafokeng.jpg                                                     | Файл:Bafokeng.jpg                                                     |

- ↑ Місто-господар КАН-1996
- ↑ Місце використовувалось під час КАН-1996
- ↑ Стадіон розширюється
- ↑ Усі значення місткостей приблизні

## Жеребкування
Жеребкування фінальної частини турніру відбулось 24 жовтня 2012 у Дурбані. Позиції A1 і C1 були вже зайняті господарями (ПАР) та володарями трофею (Замбія) відповідно. Інші 14 учасників отримали рейтинг відповідно до виступів на останніх трьох турнірах (2008, 2010 і 2012).
| Класифікація           | Очки |
| ---------------------- | ---- |
| Переможець             | 7    |
| Віце-чемпіон           | 5    |
| Поразка у півфіналі    | 3    |
| Поразка в чвертьфіналі | 2    |
| Невихід з групи        | 1    |

Крім того, пункти, набрані на останніх трьох змаганнях були перемножені на різний коефіцієнт:
- 2012: бали помножені на 3
- 2010: бали помножені на 2
- 2008: бали помножені на 1

Далі команди були поділені на чотири кошики за рейтингом. Кожна група містить одну команду з кожного кошика.
| Кошик 1                                                                                               | Кошик 2                                                                   | Кошик 3                                                                      | Кошик 4                                                                       |
| --- | ------------------------------------------------------------------------- | ---------------------------------------------------------------------------- | ----------------------------------------------------------------------------- |
| ПАР (господар; місце A1) · Замбія (володар трофею; місце C1) · Гана (22 бали) · Кот-д'Івуар (22 бали) | Малі (12 балів) · Туніс (10 балів) · Ангола (9 балів) · Нігерія (8 балів) | Алжир (6 балів) · Буркіна-Фасо (5 балів) · Марокко (4 бали) · Нігер (3 бали) | Того (2 бали) · Кабо-Верде (0 балів) · ДР Конго (0 балів) · Ефіопія (0 балів) |

## Груповий етап
Розклад фінальної частини турніру був опублікований 8 вересня 2012.
Увесь час Південноафриканський стандартний час (UTC+2)

### Група A
| Команда    | І | В | Н | П | ЗМ | ПМ | РМ | О |
| ---------- | - | - | - | - | -- | -- | -- | - |
| ПАР        | 3 | 1 | 2 | 0 | 4  | 2  | +2 | 5 |
| Кабо-Верде | 3 | 1 | 2 | 0 | 3  | 2  | +1 | 5 |
| Марокко    | 3 | 0 | 3 | 0 | 3  | 3  | 0  | 3 |
| Ангола     | 3 | 0 | 1 | 2 | 1  | 4  | −3 | 1 |

| 19 січня 2013 18:00 |

| ПАР | 0 – 0           | Кабо-Верде |
| --- | --------------- | ---------- |
|     | Протокол(англ.) |            |

| ФНБ Стедіум, Йоганнесбург Глядачів: 50 000 Арбітр: Джамель Хаймуді (Алжир) |

| 19 січня 2013 21:00 |

| Ангола | 0 – 0           | Марокко |
| ------ | --------------- | ------- |
|        | Протокол(англ.) |         |

| ФНБ Стедіум, Йоганнесбург Глядачів: 25 000 Арбітр: Бадара Діатта (Сенегал) |

| 23 січня 2013 17:00 |

| ПАР                      | 2 – 0           | Ангола |
| ------------------------ | --------------- | ------ |
| Сангвені 30' Маджоро 62' | Протокол(англ.) |        |

| Мозес Мабіда Стедіум, Дурбан Глядачів: 40 000 Арбітр: Коман Кулібалі (Малі) |

| 23 січня 2013 20:00 |

| Марокко       | 1 – 1           | Кабо-Верде  |
| ------------- | --------------- | ----------- |
| Ель-Арабі 78' | Протокол(англ.) | Платіні 36' |

| Мозес Мабіда Стедіум, Дурбан Глядачів: 25 000 Арбітр: Дженні Сіказве (Замбія) |

| 27 січня 2013 19:00 |

| Марокко                 | 2 – 2           | ПАР                       |
| ----------------------- | --------------- | ------------------------- |
| Ель-Адуа 10' Хафіді 82' | Протокол(англ.) | Маглангу 71' Сангвені 86' |

| Мозес Мабіда Стедіум, Дурбан Арбітр: Бакарі Гассама (Гамбія) |

| 27 січня 2013 19:00 |

| Кабо-Верде                | 2 – 1           | Ангола         |
| ------------------------- | --------------- | -------------- |
| Ф. Варела 81' Елдон 90+1' | Протокол(англ.) | Нанду 33' (аг) |

| Нельсон Мандела Бей Стедіум, Порт-Елізабет Арбітр: Слім Джедіді (Туніс) |

### Група B
| Команда  | І | В | Н | П | ЗМ | ПМ | РМ | О |
| -------- | - | - | - | - | -- | -- | -- | - |
| Гана     | 3 | 2 | 1 | 0 | 6  | 2  | +4 | 7 |
| Малі     | 3 | 1 | 1 | 1 | 2  | 2  | 0  | 4 |
| ДР Конго | 3 | 0 | 3 | 0 | 3  | 3  | 0  | 3 |
| Нігер    | 3 | 0 | 1 | 2 | 0  | 4  | −4 | 1 |

| 20 січня 2013 17:00 |

| Гана                         | 2 – 2           | ДР Конго                     |
| ---------------------------- | --------------- | ---------------------------- |
| Аг'єманг-Баду 40' Асамоа 50' | Протокол(англ.) | Мпуту 53' Мбокані 68' (пен.) |

| Нельсон Мандела Бей Стедіум, Порт-Елізабет Глядачів: 7 000 Арбітр: Деніел Беннетт (ПАР) |

| 20 січня 2013 20:00 |

| Малі      | 1 – 0           | Нігер |
| --------- | --------------- | ----- |
| Кейта 84' | Протокол(англ.) |       |

| Нельсон Мандела Бей Стедіум, Порт-Елізабет Глядачів: 20 000 Арбітр: Слім Джедіді (Туніс) |

| 24 січня 2013 17:00 |

| Гана               | 1 – 0           | Малі |
| ------------------ | --------------- | ---- |
| Мубарак 38' (пен.) | Протокол(англ.) |      |

| Нельсон Мандела Бей Стедіум, Порт-Елізабет Глядачів: 8 000 Арбітр: Нумандьєз Дуе (Кот-д'Івуар) |

| 24 січня 2013 20:00 |

| Нігер | 0 – 0           | ДР Конго |
| ----- | --------------- | -------- |
|       | Протокол(англ.) |          |

| Нельсон Мандела Бей Стедіум, Порт-Елізабет Глядачів: 12 000 Арбітр: Бушейб Ель-Ахраш (Марокко) |

| 28 січня 2013 19:00 |

| Нігер | 0 – 3 | Гана                     |
| ----- | ----- | ------------------------ |
|       |       | Г'ян 6' Атсу 23' Боє 49' |

| Нельсон Мандела Бей Стедіум, Порт-Елізабет Арбітр: Бадара Діатта (Сенегал) |

| 28 січня 2013 19:00 |

| ДР Конго          | 1 – 1 | Малі        |
| ----------------- | ----- | ----------- |
| Мбокані 3' (пен.) |       | Самасса 14' |

| Мозес Мабіда Стедіум, Дурбан Арбітр: Джамель Хаймуді (Алжир) |

### Група C
| Команда      | І | В | Н | П | ЗМ | ПМ | РМ | О |
| ------------ | - | - | - | - | -- | -- | -- | - |
| Буркіна-Фасо | 3 | 1 | 2 | 0 | 5  | 1  | +4 | 5 |
| Нігерія      | 3 | 1 | 2 | 0 | 4  | 2  | +2 | 5 |
| Замбія       | 3 | 0 | 3 | 0 | 2  | 2  | 0  | 3 |
| Ефіопія      | 3 | 0 | 1 | 2 | 1  | 7  | −6 | 1 |

| 21 січня 2013 17:00 |

| Замбія        | 1 – 1           | Ефіопія   |
| ------------- | --------------- | --------- |
| Мбесума 45+3' | Протокол(англ.) | Гірма 65' |

| Мбомбела Стедіум, Мбомбела Глядачів: 10 000 Арбітр: Ерік Отого-Кастане (Габон) |

| 21 січня 2013 20:00 |

| Нігерія     | 1 – 1           | Буркіна-Фасо    |
| ----------- | --------------- | --------------- |
| Еменіке 23' | Протокол(англ.) | А. Траоре 90+4' |

| Мбомбела Стедіум, Мбомбела Глядачів: 8 500 Арбітр: Мохамед Бенуза (Алжир) |

| 25 січня 2013 17:00 |

| Замбія            | 1 – 1           | Нігерія     |
| ----------------- | --------------- | ----------- |
| Мвеене 85' (пен.) | Протокол(англ.) | Еменіке 57' |

| Мбомбела Стедіум, Мбомбела Глядачів: 25 000 Арбітр: Гехад Гріша (Єгипет) |

| 25 січня 2013 20:00 |

| Буркіна-Фасо                                   | 4 – 0           | Ефіопія |
| ---------------------------------------------- | --------------- | ------- |
| А. Траоре 34', 74' Дж. Коне 79' Пітруапа 90+5' | Протокол(англ.) |         |

| Мбомбела Стедіум, Мбомбела Глядачів: 35 000 Арбітр: Бернар Камілле (Сейшели) |

| 29 січня 2013 19:00 |

| Буркіна-Фасо | 0 – 0           | Замбія |
| ------------ | --------------- | ------ |
|              | Протокол(англ.) |        |

| Мбомбела Стедіум, Мбомбела Глядачів: 8 000 Арбітр: Неан Аліум (Камерун) |

| 29 січня 2013 19:00 |

| Ефіопія | 0 – 2           | Нігерія                      |
| ------- | --------------- | ---------------------------- |
|         | Протокол(англ.) | Мозес 80' (пен.), 90' (пен.) |

| Роял Бафокенг Стедіум, Рустенбург Глядачів: 15 000 Арбітр: Бушейб Ель-Ахраш (Марокко) |

### Група D
| Команда     | І | В | Н | П | ЗМ | ПМ | РМ | О |
| ----------- | - | - | - | - | -- | -- | -- | - |
| Кот-д'Івуар | 3 | 2 | 1 | 0 | 7  | 3  | +4 | 7 |
| Того        | 3 | 1 | 1 | 1 | 4  | 3  | +1 | 4 |
| Туніс       | 3 | 1 | 1 | 1 | 2  | 4  | −2 | 4 |
| Алжир       | 3 | 0 | 1 | 2 | 2  | 5  | −3 | 1 |

| 22 січня 2013 17:00 |

| Кот-д'Івуар              | 2 – 1           | Того       |
| ------------------------ | --------------- | ---------- |
| Яя Туре 8' Жервіньйо 88' | Протокол(англ.) | Аїте 45+2' |

| Роял Бафокенг Стедіум, Рустенбург Глядачів: 2 000 Арбітр: Нінт Аліум (Камерун) |

| 22 січня 2013 20:00 |

| Туніс      | 1 – 0           | Алжир |
| ---------- | --------------- | ----- |
| Мсакні 90' | Протокол(англ.) |       |

| Роял Бафокенг Стедіум, Рустенбург Глядачів: 8 000 Арбітр: Бакарі Гассама (Гамбія) |

| 26 січня 2013 17:00 |

| Кот-д'Івуар                           | 3 – 0           | Туніс |
| ------------------------------------- | --------------- | ----- |
| Жервіньйо 21' Я. Туре 87' Я Конан 90' | Протокол(англ.) |       |

| Роял Бафокенг Стедіум, Рустенбург Глядачів: 30 000 Арбітр: Раджиндрапарсад Січурн (Маврикій) |

| 26 січня 2013 20:00 |

| Алжир | 0 – 2           | Того                    |
| ----- | --------------- | ----------------------- |
|       | Протокол(англ.) | Адебайор 31' Воме 90+3' |

| Роял Бафокенг Стедіум, Рустенбург Глядачів: 35 000 Арбітр: Гамада Нампяндраза (Мадагаскар) |

| 30 січня 2013 19:00 |

| Алжир                        | 2 – 2           | Кот-д'Івуар         |
| ---------------------------- | --------------- | ------------------- |
| Фегулі 64' (пен.) Судані 70' | Протокол(англ.) | Дрогба 77' Боні 80' |

| Роял Бафокенг Стедіум, Рустенбург Арбітр: Ерік Отого-Кастан (Габон) |

| 30 січня 2013 19:00 |

| Того      | 1 – 1           | Туніс             |
| --------- | --------------- | ----------------- |
| Гакпе 13' | Протокол(англ.) | Муелхі 30' (пен.) |

| Мбомбела Стедіум, Мбомбела Арбітр: Даніел Беннет (ПАР) |

## Плей-оф
|  | Чвертьфінали             | Чвертьфінали        |                          |       | Півфінали   | Півфінали   |  |  | Фінал                    | Фінал |
|  |                          |                     |                          |       |             |             |  |  |                          |       |
|  | 2 лютого – Дурбан        |                     |                          |       |             |             |  |  |                          |       |
|  |                          |                     |                          |       |             |             |  |  |                          |       |
|  | ПАР                      | 1 (1)               |                          |       |             |             |  |  |                          |       |
|  | ПАР                      | 1 (1)               | 6 лютого – Дурбан        |       |             |             |  |  |                          |       |
|  | Малі (пен.)              | 1 (3)               |                          |       |             |             |  |  |                          |       |
|  | Малі (пен.)              | 1 (3)               | Малі                     | 1     |             |             |  |  |                          |       |
|  | 3 лютого – Рустенбург    |                     | Малі                     | 1     |             |             |  |  |                          |       |
|  |                          | Нігерія             | 4                        |       |             |             |  |  |                          |       |
|  | Кот-д'Івуар              | Нігерія             | 4                        | 1     |             |             |  |  |                          |       |
|  | Кот-д'Івуар              |                     | 10 лютого – Йоганнесбург | 1     |             |             |  |  |                          |       |
|  | Нігерія                  | 2                   |                          |       |             |             |  |  |                          |       |
|  | Нігерія                  | 2                   | Нігерія                  | 1     |             |             |  |  |                          |       |
|  | 3 лютого – Мбомбела      |                     | Нігерія                  | 1     |             |             |  |  |                          |       |
|  |                          | Буркіна-Фасо        | 0                        |       |             |             |  |  |                          |       |
|  | Буркіна-Фасо             | Буркіна-Фасо        | 0                        | 1     |             |             |  |  |                          |       |
|  | Буркіна-Фасо             | 6 лютого – Мбомбела |                          | 1     |             |             |  |  |                          |       |
|  | Того                     | 0                   |                          |       |             |             |  |  |                          |       |
|  | Того                     | 0                   | Буркіна-Фасо             | 1 (3) | Третє місце | Третє місце |  |  |                          |       |
|  | 2 лютого – Порт-Елізабет |                     | Буркіна-Фасо             | 1 (3) | Третє місце | Третє місце |  |  |                          |       |
|  |                          | Гана                | 1 (2)                    |       |             |             |  |  |                          |       |
|  | Гана                     | Гана                | 1 (2)                    | 2     | Малі        | 3           |  |  |                          |       |
|  | Гана                     |                     |                          | 2     | Малі        | 3           |  |  |                          |       |
|  | Кабо-Верде               | 0                   |                          | Гана  | 1           |             |  |  |                          |       |
|  | Кабо-Верде               | 0                   |                          |       | 1           |             |  |  |                          |       |
|  |                          |                     |                          |       |             |             |  |  | 9 лютого – Порт-Елізабет |       |
|  |                          |                     |                          |       |             |             |  |  |                          |       |

### Чвертьфінали
| 2 лютого 2013 17:00 |

| Гана                      | 2 – 0 | Кабо-Верде |
| ------------------------- | ----- | ---------- |
| Мубарак 54' (пен.), 90+5' |       |            |

| Нельсон Мандела Бей Стедіум, Порт-Елізабет |

| 2 лютого 2013 20:30 |

| ПАР        | 1 – 1 (д.ч.) | Малі      |
| ---------- | ------------ | --------- |
| Рантьє 31' |              | Кейта 58' |

| Мозес Мабіда Стедіум, Дурбан |

|                                      |       | Пенальті                      |  |
| Тшабалала · Фурман · Махлангу · Пала | 1 – 3 | Діабате · Тамбура · М. Траоре |  |

| 3 лютого 2013 17:00 |

| Кот-д'Івуар | 1 – 2 | Нігерія             |
| ----------- | ----- | ------------------- |
| Тіоте 50'   |       | Еменіке 43' Мба 78' |

| Роял Бафокенг Стедіум, Рустенбург |

| 3 лютого 2013 20:30 |

| Буркіна-Фасо  | 1 – 0 (д.ч.) | Того |
| ------------- | ------------ | ---- |
| Пітруапа 105' |              |      |

| Мбомбела Стедіум, Мбомбела |

### Півфінали
| 6 лютого 2013 17:00 |

| Малі          | 1 – 4 | Нігерія                                     |
| ------------- | ----- | ------------------------------------------- |
| Фантамаді 75' |       | Ечіеджіле 25' Ідеє 30' Еменіке 44' Муса 60' |

| Мозес Мабіда Стедіум, Дурбан |

| 6 лютого 2013 20:30 |

| Буркіна-Фасо | 1 – 1 (д.ч.) | Гана               |
| ------------ | ------------ | ------------------ |
| Бансе 60'    |              | Мубарак 13' (пен.) |

| Мбомбела Стедіум, Мбомбела |

|                                           |       | Пенальті                                       |  |
| Б. Коне · Е. Траоре · П. Кулібалі · Бансе | 3 – 2 | Ворса · Атсу · Аффул · Клоттей · Аг'єманг-Баду |  |

### Матч за третє місце
| 9 лютого 2013 20:00 |

| Малі                                     | 3 – 1 | Гана       |
| ---------------------------------------- | ----- | ---------- |
| М. Самасса 21' Кейта 48' С. Діарра 90+4' |       | Асамоа 82' |

| Нельсон Мандела Бей Стедіум, Порт-Елізабет |

### Фінал
| 10 лютого 2013 20:00 |

| Нігерія | 1 – 0 | Буркіна-Фасо |
| ------- | ----- | ------------ |
| Мба 40' |       |              |

| ФНБ-Стедіум, Йоганнесбург |

## Бомбардири
4 голи
- Вакасо Мубарак (3 з пен.)
- Еммануель Еменіке

3 голи
- Ален Траоре
- Сейду Кейта

2 голи
| - Жонатан Пітруапа - Дьйомерсі Мбокані (2 з пен.) - Жервіньйо | - Яя Туре - Квадво Асамоа - Мамаду Самасса | - Віктор Мозес (2 з пен.) - Сіябонга Сангвені - Сандей Мба |  |

1 гол
| - Ель-Арабі Хеляль Судані - Соф'ян Фегулі (з пен.) - Арістід Бансе - Джакаріджа Коне - Еммануель Аг'єманг-Баду - Крістіан Атсу - Джон Боє - Асамоа Г'ян - Адане Гірма - Коллінз Мбесума - Кеннеді Мвеене (з пен.) - Фернанду Варела - Елдон Рамош | - Платіні - Тресор Мпуту - Вільфред Боні - Дідьє Дрогба - Шейк Тіоте - Дідьє Я Конан - Шейк Фантамаді - Сігамарі Діарра - Іссам Ель-Адуа - Юссеф Ель-Арабі - Абделіла Хафіді - Ува Ечіеджіле - Браун Ідеє | - Ахмед Муса - Мей Маглангу - Лехлохоноло Маджоро - Токело Рантьє - Еммануель Адебайор - Джонатан Аїте - Дове Воме - Серж Гакпе - Юссеф Мсакні - Халед Муелхі (з пен.) |

Автоголи
- Нанду (проти Анголи)